# 극관성모멘트
극관성모멘트(極慣性-, polar moment of inertia)는 비틂에 저항하는 성질을 나타낸 값이다. 돌림힘이 작용하는 물체의 비틀림을 계산하기 위해서 필요하다. 휨에 대한 저항을 나타낸 값인 단면 이차 모멘트(처짐을 계산하는 데 필요함)와 유사하다.
극관성모멘트의 값이 클수록, 같은 돌림힘이 제한되었을 때 비틀림은 작아진다.

## 정의

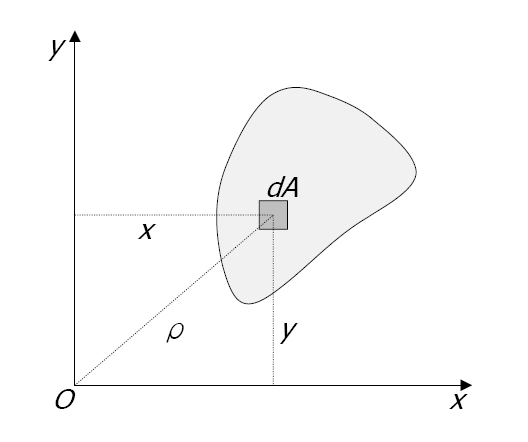
임의의 단면에 대한 극관성모멘트

오른쪽의 그림과 같은 임의의 단면에 대해서 극관성 모멘트는
{\displaystyle I_{p}=\int _{A}^{}\rho ^{2}dA}
로 정의된다. 여기서
- Ip - 원점 O를 지나며 평면에 수직인 축에 대한 극관성모멘트
- dA - 미소 면적 요소
- ρ - 중심축으로부터 면적 요소 dA 까지의 거리

한편, {\displaystyle \rho ^{2}={x^{2}}+{y^{2}}} 이므로,
{\displaystyle I_{p}=\int _{A}^{}(x^{2}+y^{2})dA=\int _{A}^{}x^{2}dA+\int _{A}^{}y^{2}dA=I_{y}+I_{x}}
로도 나타낼 수 있다. 이때 Ix, Iy는 각각 x축, y축에 대한 단면 이차 모멘트이다.

극관성모멘트를 Ip 대신 J로 나타내기도 한다.

## 단위
극관성모멘트의 SI 단위는 단면 이차 모멘트와 같은 네제곱 미터(m4)이다. 야드파운드법과 미국 단위계에서는 네제곱 인치(in.4)도 사용된다.

## 응용
극관성모멘트는 비틂으로 인한 전단 응력과 비틀림각에 대한 공식에 나타난다.
비틀림 공식:
{\displaystyle \tau ={\frac {T\rho }{I_{p}}}}
- τ - 전단 응력
- T - 돌림힘
- ρ - 중심축으로부터의 거리
- Ip - 극관성 모멘트

원형단면봉에 대해서, 비틂으로 인한 최대 전단 응력은 단면의 가장 바깥 표면(돌림힘이 최대)에서 발생한다. 즉:
{\displaystyle T_{max}={\frac {{\tau }_{max}I_{p}}{r}}}

## 예제
단면의 반지름이 r인 원형단면봉의 단면 도심을 지나며 단면에 수직한 중심축에 대한 극관성 모멘트:
{\displaystyle I_{p}=\int \rho ^{2}dA=\int _{0}^{r}2\pi \rho ^{3}d\rho ={\frac {\pi r^{4}}{2}}}

## 같이 보기
- 단면 이차 모멘트